# Динько Андрій Васильович
Андрій Васильович Динько (біл. Андрэй Васілевіч Дынько; нар. 13 січня 1974, Берестя) — головний редактор журналу «Наша історія», редактор видання «Наша Нива». Політичний в'язень.

## Біографія
Народився в 1974 році в Бресті. Починав творчу діяльність як перекладач, публіцист. Перекладає з англійської, італійської, польської, французької, української мов.
Викладач Мінського державного лінгвістичного університету у 1997—2000 рр. Співредактор журналу «Arche» з 1998 року до 2004 року.
З 1999 року редактор газети «Наша Нива», у 2000 році змінив Сергія Дубовця на посаді головного редактора цієї газети. Він обіймав посаду головного редактора до 2006 року. Член Білоруського ПЕН-центру, у 2002—2004 роках був віце-президентом. Вийшов з ПЕН-центру в 2019 році.
8 липня 2021 року разом з іншими журналістами «Нашої Ниви» заарештований нібито за організацію післявиборчих протестів, спочатку був підозрюваним за ст. 342 Кримінального кодексу («Організація та підготовка дій, що грубо порушують громадський порядок, або активна участь у них»). 12 липня 2021 року спільною заявою десяти організацій, включаючи Правозахисного центру «Весна», Білоруської асоціації журналістів, Білоруського Гельсінського комітету, Білоруського ПЕН-центру, визнаний як політичний в'язень. Після закінчення трьох діб арешту звинувачення за нібито підготовку протестів не було пред'явлено, але затримання продовжено вже за ч. 2 ст. 216 Кримінального кодексу («Нанесення майнової шкоди без ознак розкрадання»). Правозахисний центр «Весна» повідомив, що редакторів «Нашої Ниви» тримають за гратами за нібито несплату комунальних послуг на суму 3500 рублів. Весь час ув'язнення в ізоляторі на Акрестіна редактори «Нашої Ниви», як і інші політичні в'язні, сидять без змінної білизни, додаткової їжі і пиття. Їм не видають матраци та постільну білизну, сплять вони на підлозі або голих металевих ліжках. 21 липня звільнений з обов'язком про явку.

## Нагороди
У 2003 році Вацлав Гавел передав йому премію за цивільні заслуги імені Ганни Елленбоген (він став першим іноземцем, якому була передана ця Чеська премія).
Лауреат премій Oxfam-Novib (2006), "За журналістську мужність і професіоналізм" (2006), Lorenzo Natali (2007).
Нагороджений медаллю 100 років БНР Ради Білоруської Народної Республіки.

## Сім'я
Одружений з Наталією Динько, має синів Якуба та Василя, та доньку Устинью.